# Weather Report (1982)
Weather Report è il dodicesimo album in studio del gruppo musicale statunitense Weather Report, pubblicato nel 1982.

## Tracce
1. Volcano for Hire – 5:25
2. Current Affairs – 5:54
3. N.Y.C. (41st Parallel/The Dance/Crazy About Jazz) – 10:11
4. Dara Factor One – 5:25
5. When It Was Now – 4:45
6. Speechless – 5:58
7. Dara Factor Two – 4:27